# ثغرات مورجاني
ثغرات مورغاني (بالإنجليزية: Lacunae of Morgagni)‏ وتُعرف أيضا باسم خبايا مورغاني هي ثغرات تتواجد على مستوى الإحليل (مجرى البول). تأخد شكل منخفض صغير وتصل حد سطح الغشاء المخاطي لمجرى البول. عادة ما تكون فتحاتها موجهة بشكل أقصى. تقع داخل هذه الثغرات أنابيب متفرعة ومخاطية صغيرة. جذير بالذكر أن ثغرات مروغاني سُميت بهذا الاسم نسبة لعالم التشريح الإيطالي جيوفاني باتيستا مورغاني (1682-1771).